# North Carolina State University – The Prague Institute

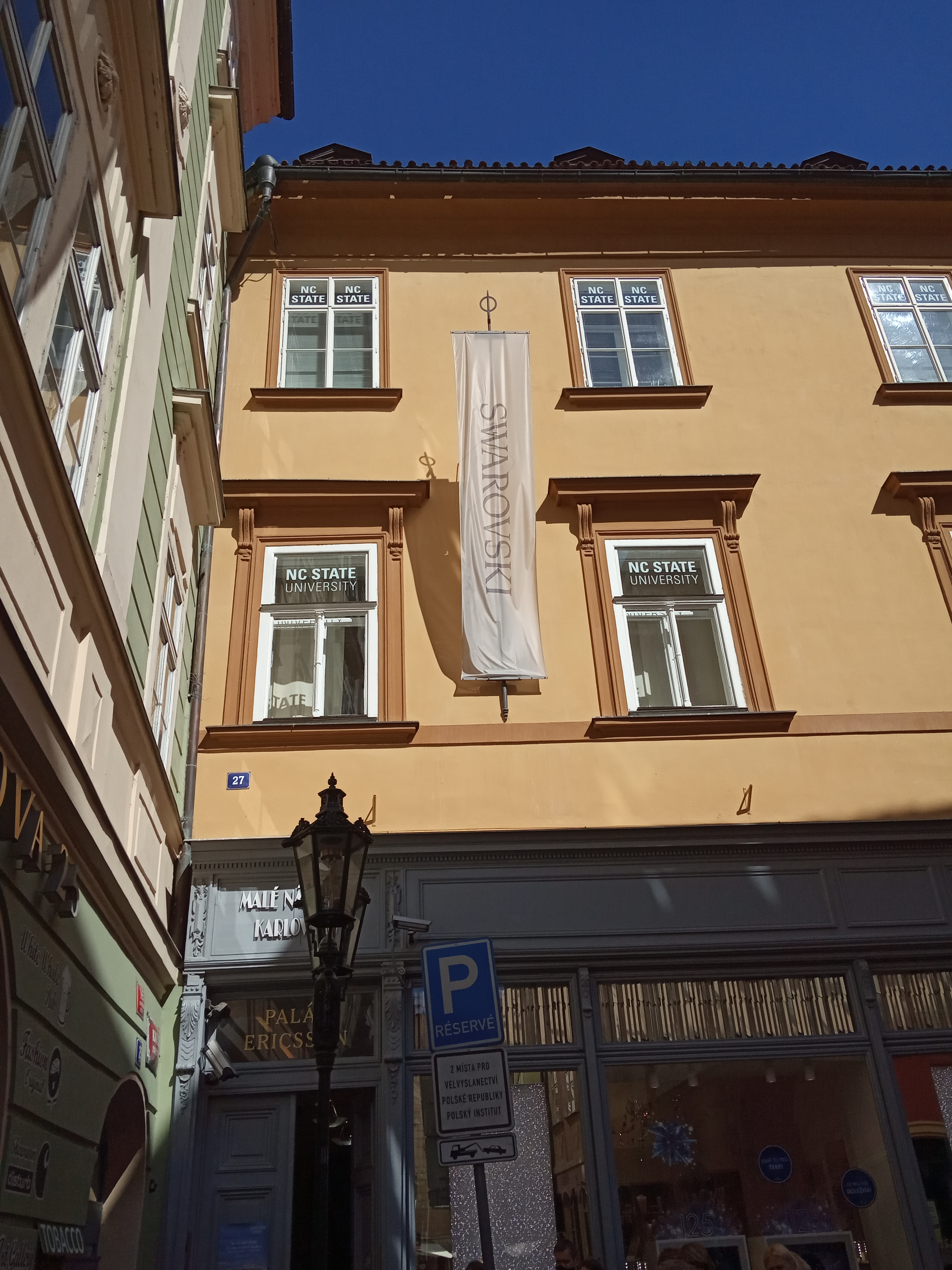
Dům V ráji/U Anděla/Palác Ericsson - sídlo NCSU v Praze

North Carolina State University European Center in Prague založena v roce 2017 od The Prague Institute (založena 2005, jako konsolidace programu letního zahraničního studia zahájeného v roce 1991 Danou Barteltovou a smluvně uzavřeným s NC State College of Design) je akademická instituce, která se po vzoru své mateřské univerzity North Carolina State University (zkr. NC State) se sídlem ve Spojených státech amerických věnuje vzdělávací, výzkumné a tvůrčí činnosti. V českém Obchodním rejstříku zapsána jako organizační složka cizího státu, zdejší entita NC State se řídí právním řádem země svého původu; Severní Karolíny. Od doby svého vzniku v roce 2005, NC State Prague je prvním a jediným detašovaným zařízením NC State vůbec.
Kromě studijních programů v oblastech, jež zastupují zejména druhy vizuálního a užitkového umění, škola pořádá i magisterské studium v oborech mezinárodních studií a účetnictví. Součástí její výuky jsou také workshopy, vzdělávací kurzy a poznávací exkurze v rámci širšího regionu Evropy. Ačkoliv výhradním jazykem organizace je v duchu americké tradice angličtina, NC State European Center in Prague se svým působením spolupodílí i na propagovaní a formování tuzemské kultury. Nachází se v historické budově na pražském Starém Městě.

## Budova a vybavení
NC State Prague sídlí na Malém náměstí v Praze v Domě U Anděla. Kromě standardních učeben s video projektory, škola disponuje výpočetními místnostmi vybavenými odpovídající ICT technologií typu iMac, osobní počítače, Wi-Fi, laserové a inkoustové tiskárny. Studenti příslušných programů mají nárok na ateliéry.

## Studijní programy, vzdělávací kurzy, workshopy a exkurze

### Studijní programy
| Podzimní - Architektura] - Umělecké sklářství - Všeobecní studia | Jarní - Digitální fotografie - Módní návrhářství a kostýmérství - Všeobecní studia - Zahradní architektura | Letní - Audiovizuální tvorba - Environmentální a přírodní zdroje - Malířství - Mezinárodní studia† - Oděvní a textilní design - Průmyslový design - Účetnictví† - Všeobecní studia - Vzdělání |

### Vzdělávací kurzy
| - Anglický jazyk - Audiovizuální tvorba - Architektura - Cizí jazyky - Design - Ekonomie - Entomologie - Filozofie - Genderová studia | - Historie - Hudební věda - Literatura - Komerce - Komunikace - Politologie a mezinárodní studia - Průmyslový design | - Statistika - Strojírenství - Tělovýchova - Umění a design - Účetnictví - Věda, technologie a společnost - Vzdělání - Zahradní architektura |

| - Fotografie - Kresba - Podnikání | - Berlín - Jihočeský kraj - Milán - Severočeský kraj | - Vídeň - Východní Morava, Severočeský a Jihočeský kraj |